# Oxypetalum laciniatum
Oxypetalum laciniatum är en oleanderväxtart som beskrevs av Rapini och Farinaccio. Oxypetalum laciniatum ingår i släktet Oxypetalum och familjen oleanderväxter. Inga underarter finns listade i Catalogue of Life.